# Koninklijke Belgische Korfbalbond - Vlaamse Liga
De Koninklijke Belgische Korfbalbond - Vlaamse Liga afgekort (KBKB), is een Vlaamse sportfederatie voor korfbal.

## Historiek
De KBKB werd opgericht op 28 april 1921 te Antwerpen als Belgische Korfbalbond-Ligue Belge de Korfbal (BKB-LBK). Op 9 maart 1951 werd deze omgevormd tot vzw en sinds 30 maart van datzelfde jaar werd ze gemachtigd het predicaat Koninklijke toe te voegen aan de benaming.
In navolging van het decreet van 2 maart 1977 van de Cultuurraad voor de Nederlandse Cultuurgemeenschap met betrekking tot de landelijk georganiseerde sportverenigingen werd de naam gewijzigd naar de eentalige benaming Koninklijke Belgische Korfbalbond. Op 12 oktober 1985 werd deze aangevuld met Vlaamse Liga.

## Bestuur
Huidig voorzitter is Patrick Risch en secretaris-generaal is David Van den Bosch. De hoofdzetel is gevestigd te Deurne. De organisatie telde anno 2018 53 aangesloten verenigingen met circa 7.530 leden.
| Periode      | Voorzitter             |
| ------------ | ---------------------- |
| 1921 - 1922  | Edmond De Combe        |
| 1922 - 1927  | Vik Vereecken          |
| 1927 - 1962  | Charles Zijs           |
| 1962 - 1970  | Alfons Janssens        |
| 1970 - 1989  | Livin Van Den Breede   |
| 1989 - 1997  | Herman Gielen          |
| 1997 - 2002  | Jean-Claude Ghillebert |
| 2002 - 2013  | Marc Van Leuven        |
| 2013 - 2022  | Daniëlle Ruts          |
| 2022 - heden | Patrick Risch          |

| Periode      | Algemeen-secretaris |
| ------------ | ------------------- |
| ...          |                     |
| ? - 2016     | Jan Van Den Berghe  |
| 2016 - heden | David Van den Bosch |